# 暮部拓哉
暮部拓哉（くれべ たくや、1979年〈昭和54年〉8月9日 - ）は、大阪府枚方市出身のシンガーソングライターである。血液型・O型。

## 経歴
- 1998年、「六十歳の先生の唄」でヤマハTEEN'S MUSIC FESTIVAL '98全国大会出場（関西代表）。全国大会グランプリ、文部大臣奨励賞受賞。

## ディスコグラフィ

### シングル
1. NHKみんなのうた「HANA」 2008年2月20日
  - HANA / HANA（オリジナル・カラオケ） 
みんなのうたで「はな」と読むタイトルは1962年4月に放送されたザ・ピーナッツの曲があるため2曲目となる。

### アルバム
1. 夏のカケラ 2003年8月8日
  - 真夏の夜 / Hey!Hey! / 夏のカケラ / こほろぎの手紙
2. 幸せになるために 2007年10月16日
  - 月にノボロウ / 希望の道 / 初恋 / 恋のハジマリ / Life / 幸せになるために
3. DUST 暮部拓哉 feat.永山たかし&米原幸佑(RUN&GUN) 2009年4月1日
  - Zero Carat / ガラスの欠片 / 星のワゴン / 最後のお願い / Autumn Rain / FLY / -bonus track-『DUST』舞台より「執行」

### オムニバス
1. うたいびとのきせき 其之壱 2001年12月
  - さよなら
2. 日本テレビ系「誰も知らない泣ける歌」オフィシャル外伝コンピレーションアルバム『もらい泣き篇』 2009年2月
  - HANA

### DVD
1. NHKみんなのうた「HANA」 2008年3月19日
  - CD: HANA / HANA（オリジナル・カラオケ）
  - DVD: HANA / HANA（オリジナル・カラオケ） / みんなのうた「大きな月」
2. 舞台DUST 2009年4月1日
  - 出演：永山たかし、米原幸佑(RUN&GUN)、渡辺夏菜、佐藤雄一(Pure Boys)、別府あゆみ、古屋暢一／田上ひろし
  - 音楽監督・生演奏：暮部拓哉
  - 原作：「特別法第001条 DUST」(山田悠介・著／文芸社刊)
  - 脚本・演出：岡本貴也

## 楽曲提供
- 永山尚太
  - 「ぼくらの道」（作詞・作曲、2007年）
- COON
  - 「星キラリ」（作曲、2008年）
- 大津貴子
  - 「ほほえみの花」（作詞・作曲、2010年）